# Kreishauptmannschaft Zwickau
| Basisdaten                 | Basisdaten           |
| -------------------------- | -------------------- |
| Verwaltungssitz            | Zwickau              |
| Fläche                     | 2.548 km² (1900)     |
| Einwohner                  | 727.529 (1900)       |
| Bevölkerungsdichte         | 285 Einw./km² (1900) |
| Königreich Sachsen um 1895 |                      |
|                            |                      |

Die Kreishauptmannschaft Zwickau war eine staatliche Oberbehörde im Königreich bzw. Freistaat Sachsen. Sie wurde auf der Grundlage des Gesetzes über die Organisation der Behörden für die innere Verwaltung vom 21. April 1873 und der Durchführungsverordnung vom 20. August 1874 eingerichtet.

## Hintergrund

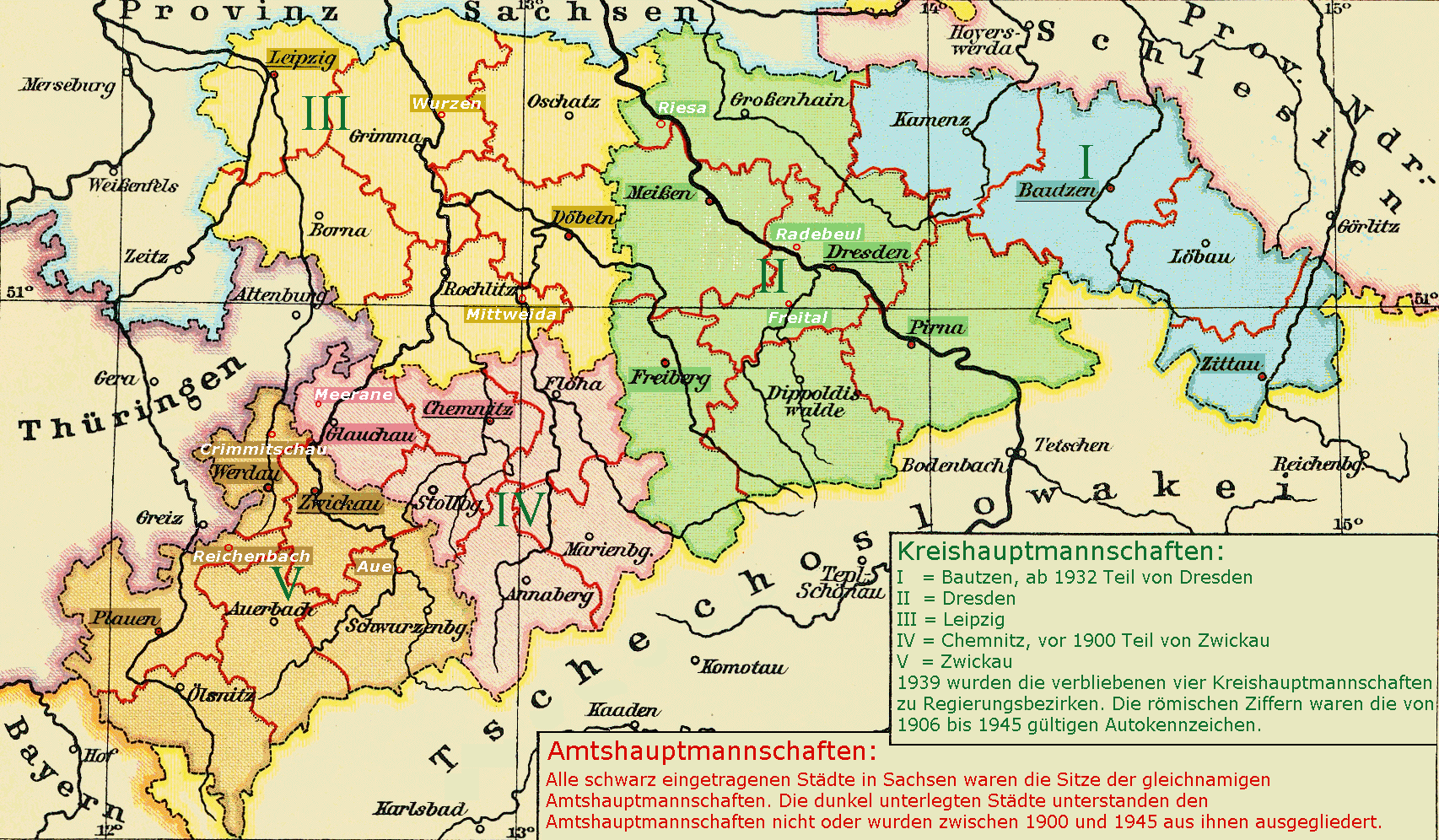
Karte der Kreis- und Amtshauptmannschaften 1900 bis 1932

Zwickau war bis 1806 durchgängig kurfürstliche Stadt. Seit dem Ausgang des Mittelalters war die Stadt gleichzeitig das Verwaltungszentrum des erzgebirgischen Kreises. Mit der Verwaltungsreform von 1834/1835 sind im Königreich Sachsen staatliche Oberbehörden in Bautzen, Dresden, Leipzig und Zwickau, die sogenannten Kreisdirektionen, eingeführt worden. Fünfzig Jahre später erfolgte mit der Verwaltungsreform von 1874 die Umbenennung der vier Bezirke nach österreichischem Vorbild in Kreishauptmannschaften. Mit Beginn des 20. Jahrhunderts kam in Sachsen durch Teilung der Kreishauptmannschaft Zwickau noch die Kreishauptmannschaft Chemnitz hinzu, in der die Amtshauptmannschaften Annaberg, Chemnitz, Flöha, Glauchau und Marienberg sowie der Stadtkreis Chemnitz aufgingen. Ab 1906 führten Kraftfahrzeuge aus der Kreishauptmannschaft Zwickau die römische Ziffer fünf (V) im Kraftfahrzeugkennzeichen.

## Aufgaben
Die Kreishauptmannschaft Zwickau war zuständig für:
- die Aufsicht über sämtliche Verwaltungsbehörden des Innenministeriums
- die Aufsicht über Städte mit revidierter Städteordnung
- die Aufgaben der Kreisdirektionen aus der Zuständigkeit des Finanz- und Kriegsministeriums,
- die juristische erste Instanz gemäß Reichs- und Landesgesetzgebung und ausgewählten administrativen Justizangelegenheiten
- die juristische zweite Instanz bei Rekursen und Beschwerden gegen Entscheidungen der Amtshauptmannschaften und der Stadträte
- den Betrieb und die Unterhaltung des Appellationsgerichts (Landgericht) und der Staatsanwaltschaft

## Kreishauptmann
Die Leitung der Behörde wurde vom Kreishauptmann übernommen:
- 1874–1875: Léonçe von Könneritz[2]
- 1876:–0000 Otto Georg zu Münster-Langelage[2]
- 1876–1883: Gustav Friedrich Hübel[2]
- 1883–1890: Bernhard von Hausen[2][3]
- 1891–1894: Johann Theodor Schmiedel[2]
- 1894–1900: Johann Georg von Welck[2]
- 1900–1907: Maximilian Forker-Schubauer[2]
- 1907–1919: Friedrich August Fraustadt[2]
- 1919–1924: Kurt Morgenstern[2]
- 1924–1935: Heinrich Jani[2][4]
- 1937–1944: Richard Oesterhelt

## Gliederung
Der Kreishauptmannschaft Zwickau waren bis 1900 die folgende Amtshauptmannschaften angegliedert:
- Amtshauptmannschaft Annaberg
- Amtshauptmannschaft Auerbach
- Amtshauptmannschaft Chemnitz
- Amtshauptmannschaft Flöha
- Amtshauptmannschaft Glauchau (bis 1878 Schönburgische Rezessherrschaften)
- Amtshauptmannschaft Marienberg
- Amtshauptmannschaft Oelsnitz
- Amtshauptmannschaft Plauen
- Amtshauptmannschaft Schwarzenberg
- Amtshauptmannschaft Werdau (1920–1933)
- Amtshauptmannschaft Zwickau

Nach der Teilung von 1900 verblieben in der Kreishauptmannschaft Zwickau die Amtshauptmannschaften Auerbach/V., Oelsnitz/V., Plauen, Schwarzenberg und Zwickau, sowie ab 1907 die bezirksfreien Städte Zwickau und Plauen.
1920 wurde aus Teilen der Amtshauptmannschaften Zwickau und Plauen die neue Amtshauptmannschaft Werdau gebildet. 1924 wurden die Städte Aue, Crimmitschau, Reichenbach und Werdau kreisfrei. Mit Plauen und Zwickau bestand die Kreishauptmannschaft aus sechs kreisfreien Städten und den sechs Amtshauptmannschaften: Auerbach/V., Oelsnitz/V., Plauen, Schwarzenberg, Werdau und Zwickau. Durch einen Gebietsaustausch mit Thüringen wurden 1928 die Grenzen der Kreishauptmannschaft geringfügig verändert. 1933 wurde die Amtshauptmannschaft Werdau aufgelöst und in die Amtshauptmannschaft Zwickau eingegliedert.

### Einwohnerverzeichnis 1910
Am 1. Dezember 1910 bestand die Kreishauptmannschaften aus folgenden Verwaltungseinheiten:
| Verwaltungseinheit                | Kommunen | Fläche (in km²) | Einwohner | zur Gemeindeauflistung                                            |
| --------------------------------- | -------- | --------------- | --------- | ----------------------------------------------------------------- |
| Stadt Plauen                      | 001      | 031,35          | 121.272   | keine                                                             |
| Stadt Zwickau                     | 001      | 028,03          | 073.542   | keine                                                             |
| Amtshauptmannschaft Auerbach      | 069      | 436,36          | 127.250   | siehe: Gemeindeverzeichnis Amtshauptmannschaft Auerbach 1910      |
| Amtshauptmannschaft Ölsnitz       | 093      | 457,24          | 074.679   | siehe: Gemeindeverzeichnis Amtshauptmannschaft Ölsnitz 1910       |
| Amtshauptmannschaft Plauen        | 118      | 511,18          | 100.405   | siehe: Gemeindeverzeichnis Amtshauptmannschaft Plauen 1910        |
| Amtshauptmannschaft Schwarzenberg | 061      | 510,29          | 142.976   | siehe: Gemeindeverzeichnis Amtshauptmannschaft Schwarzenberg 1910 |
| Amtshauptmannschaft Zwickau       | 115      | 582,36          | 217.535   | siehe: Gemeindeverzeichnis Amtshauptmannschaft Zwickau 1910       |
| KREISHAUPTMANNSCHAFT              | 458      | 2.546,810.      | 857.659   |                                                                   |

| Platz                            | Kommune                          | Amtshauptmannschaft              | Einwohner | Platz | selbständiger Gutsbezirk      | Amtshauptmannschaft | Einwohner |
| -------------------------------- | -------------------------------- | -------------------------------- | --------- | ----- | ----------------------------- | ------------------- | --------- |
| 0–                               | Plauen                           | 0–                               | 121.272   | 01    | Staatsgut Untergöltzsch       | Auerbach            | 717       |
| 0–                               | Zwickau                          | 0–                               | 073.542   | 02    | Landesstrafanstalt Voigtsberg | Ölsnitz             | 327       |
| 01                               | Reichenbach im Vogtland          | Plauen                           | 029.685   | 03    | Hammergut Schönheiderhammer   | Schwarzenberg       | 264       |
| 02                               | Crimmitschau                     | Zwickau                          | 028.818   | 04    | Hammergut Erla                | Schwarzenberg       | 248       |
| 03                               | Werdau                           | Zwickau                          | 020.830   | 05    | Rittergut Wiesenburg          | Zwickau             | 183       |
| 04                               | Aue                              | Schwarzenberg                    | 019.363   | 06    | Hammergut Rautenkranz         | Auerbach            | 171       |
| 05                               | Falkenstein/Vogtl.               | Auerbach                         | 015.744   | 07    | Hammergut Breitenhof          | Schwarzenberg       | 170       |
| 06                               | Ölnsitz                          | Ölsnitz                          | 013.951   | 08    | Hammergut Blauenthal          | Schwarzenberg       | 168       |
| 07                               | Auerbach/Vogtl.                  | Auerbach                         | 012.721   | 09    | Weiters Glashütte             | Schwarzenberg       | 122       |
| 08                               | Niederplanitz                    | Zwickau                          | 012.363   | 10    | Hammergut Rittersgrün         | Schwarzenberg       | 109       |
| 09                               | Oberplanitz                      | Zwickau                          | 012.296   |       |                               |                     |           |
| 10                               | Eibenstock                       | Schwarzenberg                    | 009.528   |       |                               |                     |           |
| 11                               | Rodewisch                        | Auerbach                         | 009.494   |       |                               |                     |           |
| 12                               | Schneeberg                       | Schwarzenberg                    | 009.382   |       |                               |                     |           |
| 13                               | Markneukirchen                   | Ölsnitz                          | 008.959   |       |                               |                     |           |
| 14                               | Treuen                           | Auerbach                         | 008.240   |       |                               |                     |           |
| 15                               | Wilkau                           | Zwickau                          | 008.122   |       |                               |                     |           |
| Summe (ohne Plauen und Zwickau): | Summe (ohne Plauen und Zwickau): | Summe (ohne Plauen und Zwickau): | 219.496   |       |                               |                     |           |

## Umbenennung
Das Reichsgesetz zur Neubezeichnung der Verwaltungen vom 23. Dezember 1938 ordnete die Umbenennung der Kreishauptmannschaften in Regierungsbezirke und der Amtshauptmannschaften in Landkreise an, das zum 1. Januar 1939 in Kraft trat. Aus der Kreishauptmannschaft Zwickau wurde der Regierungsbezirk Zwickau.

## Untergang
Nach der Gründung der DDR wurde 1952 das Land Sachsen in die Bezirke Dresden, Leipzig, und Karl-Marx-Stadt aufgeteilt. Zwickau verlor dabei seinen über Jahrhunderte gewachsenen Rang als Verwaltungssitz der Region Südwestsachsen, wodurch auch die Grenzen des Landkreises Zwickau mehrfach verändert wurden. Mit dem Beitritt der neuen Bundesländer zur Bundesrepublik entstand Sachsen als neues Bundesland mit drei Regierungsbezirken, die aus den alten DDR-Bezirken hervorgingen. Zwickau erhielt seinen ursprünglichen Rang nicht wieder zurück. Mit der vom damaligen Ministerpräsidenten Milbradt (CDU) initiierten Verwaltungsreform Sachsens verlor Zwickau 2008 auch den Rang als kreisfreie Stadt und wurde in den neu gegründeten Landkreis Zwickau eingegliedert.